# Игодовский район
Игодовский район — административно-территориальная единица в составе Костромской губернии, Ивановской Промышленной и Костромской областей РСФСР, существовавшая в 1928—1929 и 1945—1957 годах.
Игодовский район образован в 1928 году в ходе районирования Костромской губернии из частей Игодовской, Сретенской и Холмовской волостей Галичского уезда.
В 1929 году Игодовский район вошёл в состав Костромского округа Ивановской Промышленной области. В том же году район был упразднён.
В 1945 году Игодовский район был восстановлен в составе Костромской области из Бузановского, Займищевского, Иванковицкого, Игодовского, Ливенского, Машихинского, Оловянниковского, Стыровского, Фомкинского, Хомутовского, Хорониловского и Юрьевского с/с Семёновского района, а также Нелидковского и Симанковского с/с Галичского района.
В 1957 году Игодовский район был упразднён, а его территория разделена между Островским и Галичским районами.